# Amirauté d'Amsterdam
Pour les articles homonymes, voir Amirauté.
 (juin 2017).

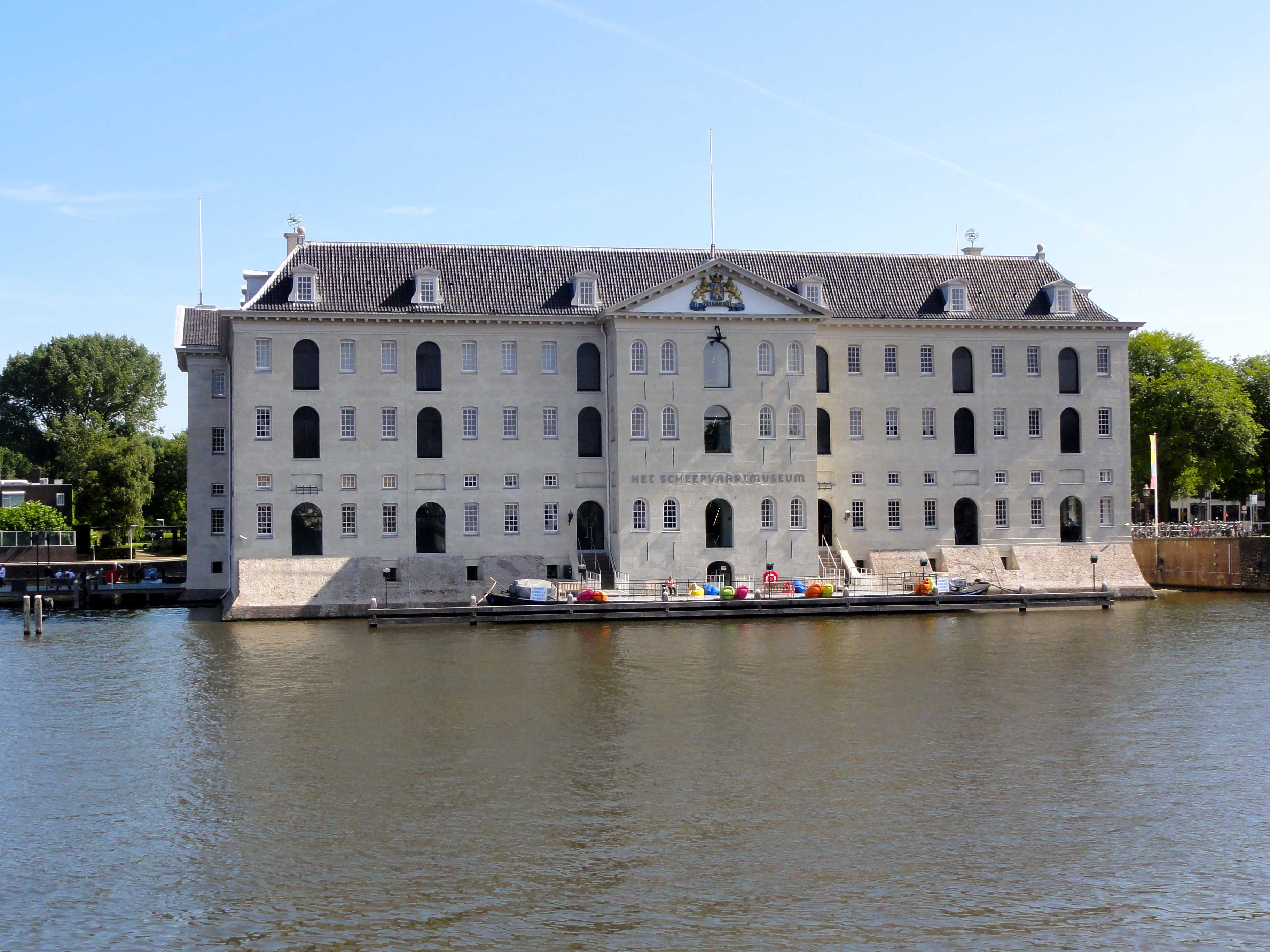
Le 's Lands Zeemagazijn

L'amirauté d'Amsterdam (en néerlandais : Admiraliteit van Amsterdam) est la plus importante des cinq amirautés hollandaises actives à l'époque des Provinces-Unies. L'administration des différentes amirautés était fortement influencée par les intérêts provinciaux. Le territoire sur lequel l'amirauté d'Amsterdam était responsable était limité à la ville même, la région de Gooi, les îles de Texel, Vlieland et Terschelling, la province d'Utrecht, la partie d'Arnhem située en Gueldre et le Graafschap de Zutphen. Amsterdam devint la plus importante de toutes les amirautés hollandaise, compensant souvent les déficiences des autres amirautés. Lorsque le Comité tot de Zaken der Marine (en français : Comité des affaires navales) remplace les Collèges des amirautés, le 27 février 1795 dans le cadre des réformes menées par la  République batave, les fonctionnaires furent conservés, contrairement aux officiers qui furent renvoyés.

## Fondation
À l'origine, Amsterdam était placée sous l'amirauté de Rotterdam, étant située dans la partie méridionale de la Hollande. Cependant, lorsque le comte de Leicester réorganise les affaires maritimes le 26 juillet 1586, Amsterdam et le Quart nord de la Hollande, et les provinces d'Utrecht et de Gelderland sont toutes placées sous l'autorité d'une amirauté, basée à Hoorn. Cependant, les villes de Frise occidentale, acceptent mal cette autorité, et les tensions se renforcent lorsqu'elles s'opposent à Amsterdam sur l'administration de l'amirauté de la République. Les États de Hollande (le gouvernement de la province de Hollande) décide de soutenir Amsterdam dans ce conflit. La nécessité d'une réorganisation s'impose aux yeux de tous les partis, Leicester ayant placé les affaires navales et maritimes sous l'autorité d'un seul collège comptait ainsi limiter l'influence de la Hollande mais Hoorn, Enkhuizen et Medemblik rejettent l'idée que des officiers soient nommés par les États de Hollande et non par les villes elles-mêmes. Finalement, les officiers décident de demeurer à Amsterdam. Le 28 août 1586, cette décision marque le début de l'amirauté d'Amsterdam.   
Le conflit prend fin grâce à un compromis. Pour y parvenir, les villes de Frise occidentale renoncent à s'opposer à ce que les nominations soient faites par les États et, en 1589, Hoorn créé son propre collège de l'amirauté. Le 14 juin 1597, le États généraux du royaume des Pays-Bas entérine la situation telle qu'elle était alors, et Amsterdam peut conserver son amirauté. Ces mesures étaient destinées à avoir un caractère provisoire, mais elles resteront en vigueur jusqu'à la fin des Provinces-Unies en 1795.

## L'Arsenal ou « 's Lands Zeemagazijn »

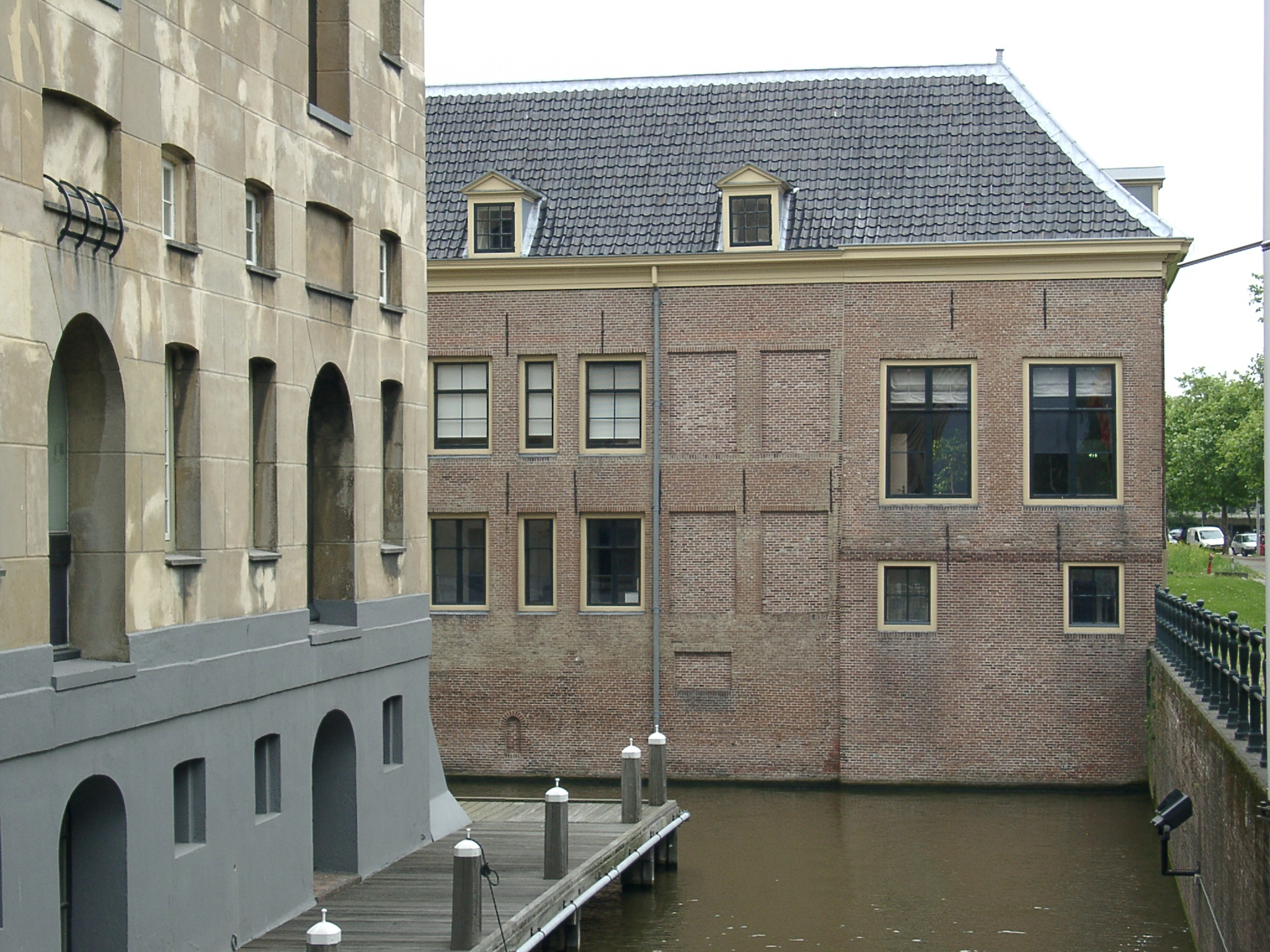
L'ancien Zeemagazijn

Le ’s Lands Zeemagazijn était l'arsenal de l'amirauté d'Amsterdam, construit en neuf mois il contenait d'importantes réserves destinées à la construction et à l'armement des bâtiments de guerre. Lors de son voyage en Hollande, Johann Jakob Wilhelm Heinse y voit : « du bois, des rouleaux de corde de 150 brasses de longueur gros comme la jambe d'une femme, toutes sortes de voiles, des balles, des ancres, des canons, des fusils et des pistolets, des lampes, des boussoles et des sabliers. » La première guerre anglo-néerlandaise s'achève par la défaite des Provinces-Unies, et l'administration municipale profite de cette défaite pour engager une réflexion sur la réorganisation de l'arsenal. Le 12 août 1655, l'Amirauté reçoit toute la partie occidentale de l'île de Kattenburg pour y construire un entrepôt et un quai dédié au déchargement des bois, en échange de terrains clos qu'elle possédait alors dans les parages.  
Dans la nuit du 5 au 6 juillet 1791, un incendie se déclare dans le Zeemagazijn. Le feu, attisé par les marchandises entreposées, dévaste l'ensemble des entrepôts ne laissant que les principaux murs porteurs, ces derniers ayant été renforcés après le pillage dont les entrepôts avaient été victimes en 1740. 
Les bâtiments abritent aujourd'hui le Nederlands Scheepvaartmuseum. Sur le quai d'Oosterdok mouille une réplique d'un vaisseau de l'amirauté d'Amsterdam, l'Amsterdam. Le yacht de l'Amirauté est au mouillage dans le port de plaisance situé sur la rivière Amstel.

## Chantiers navals
Les chantiers navals de l'amirauté étaient initialement situés à Uilenburg, cependant vers 1620 ils sont déplacés à Rapenburg puis vers 1655 sur Oostelijke Eilanden, Kattenburg et Oostenburg. En temps de guerre, plus de 1 000 charpentiers et ouvriers travaillaient simultanément aux chantiers navals.
La corderie de l'Amirauté était située à Oostenburg, et le bâtiment mesurait environ 300 mètres de long.

## Administrateurs et autres fonctionnaires
- Albert Burgh - conseiller
- Andries Bicker (nl) -
- Ferdinand Bol - peintre
- Cornelis Cruys - maître d'équipage
- Dirk van Hogendorp - lieutenant
- Joan Cornelis van der Hoop - avocat fiscal (1781 — 1787)
- Joan Huydecoper van Maarseveen - conseiller
- Cornelis de Graeff - conseiller en chef
- Andries de Graeff - conseiller en chef
- John May, Thomas Davis et Charles Bentham (nommés par l'Amirauté en 1727 pour introduire de nouvelles techniques de construction navale)
- Joachim Rendorp - conseiller
- Willem Sautijn - maître d'équipage
- Caspar Stoll - employé de bureau
- Lubbert Adolph Torck - conseiller
- Jacob de Wilde - receveur-général
- Cornelis Jan Witsen - conseiller
- Pieter van Woensel - médecin de bord

## Gardiens de la flotte
- Jan van Amstel : commandant (1654)
- Jan van Brakel : vice-amiral (1684)
- Jacob Pieter van Braam : vice-amiral (1792)
- Gerard Callenburgh : lieutenant-amiral (1709)
- Hendrik Gravé : commandant (1717)
- Cornelis Jansz de Haen :
- Jacob van Heemskerck : vice-amiral (1598)
- Abraham van der Hulst : vice-amiral (1665)
- Jan Hendrik van Kinsbergen : lieutenant-amiral (1814)
- Engel de Ruyter : vice-amiral (1673) ; vice-amiral (1678)
- Michiel de Ruyter :
- Willem Bastiaensz Schepers : vice-amiral (1678)
- Gilles Schey :
- Enno Doedes Star :
- Isaac Sweers : vice-amiral
- Cornelis Tromp : lieutenant-amiral (1666)
- Hendrik Vollenhove :
- Willem van der Zaen :
- Johan Zoutman :

## Sources et bibliographie
- (en) Cet article est partiellement ou en totalité issu de l’article de Wikipédia en anglais intitulé « Admiralty of Amsterdam » (voir la liste des auteurs).